# Kazimierz III (książę szczeciński)
Kazimierz III (IV) (ur. w okr. 1345–1348, bądź 1348, zm. po 24 sierpnia 1372 pod Chojną) – starszy syn Barnima III Wielkiego, po wcześnie zmarłym bracie Ottonie; książę szczeciński od 1368 i książę Rzeszy od 1370. 

## Życiorys
Kazimierz III pojawił się w dokumentach cesarskich, jako świadek od 1359. Wychował się na dworze Karola IV Luksemburskiego w Pradze, gdzie przebywał w latach 1357–1367. Po śmierci ojca, w 1368 został księciem na Szczecinie. Był sojusznikiem Karola IV. Toczył wojnę z margrabią brandenburskim Ottonem Wittelsbachem, zwanym Leniwym (1371–1372). Wojna wybuchła na skutek pretensji do ziem Księstwa Szczecińskiego, do których wysuwali Brandenburczycy, a nad którymi wasalem i zarazem lennikiem cesarskim był Kazimierz. Gryfita jednocześnie został uznany za księcia Rzeszy (1370). 
Zmarł od odniesionych ran podczas oblężenia Chojny w Nowej Marchii (17 lipca-21 września 1372), o czym także traktuje stara pieśń ludowa. Księcia pochowano w zamkowym kościele św. Ottona w Szczecinie. Kazimierz III nie był żonaty, choć starsza literatura przedmiotu przypisywała jemu małżonkę Salomeę, która według E. Rymara (genealoga) była mylnie identyfikowana z Małgorzatą, drugą żoną Kazimierza IV słupskiego, córką Siemowita III Starszego, nazywanej inaczej Salomeą.
Rządy po nim objęli jego młodsi bracia Świętobor I i Bogusław VII.

## Genealogia
| Otton I ur. w okr. 1 I–31 VIII 1279 zm. 30 lub 31 XII 1344 | Otton I ur. w okr. 1 I–31 VIII 1279 zm. 30 lub 31 XII 1344 |                                                                         |                                                                         | Elżbieta (Elisabeta Suerinensis) ur. ok. 1280 zm. 20 VII 1319 | Elżbieta (Elisabeta Suerinensis) ur. ok. 1280 zm. 20 VII 1319 |  |  | Henryk II Grecki ur. 1289 zm. 1351 | Henryk II Grecki ur. 1289 zm. 1351 |                                                    |                                                    | Jutta (Judyta) brandenburska ur. ? zm. ? | Jutta (Judyta) brandenburska ur. ? zm. ? |
|                                                            |                                                            |                                                                         |                                                                         |                                                               |                                                               |  |  |                                    |                                    |                                                    |                                                    |                                          |                                          |
|                                                            |                                                            |                                                                         |                                                                         |                                                               |                                                               |  |  |                                    |                                    |                                                    |                                                    |                                          |                                          |
|                                                            |                                                            | Barnim III Wielki ur. przed 1300 bądź w okr. 1303–1304 zm. 24 VIII 1368 | Barnim III Wielki ur. przed 1300 bądź w okr. 1303–1304 zm. 24 VIII 1368 |                                                               |                                                               |  |  |                                    |                                    | Agnieszka ur. na przeł. 1318/1319 zm. po 2 VI 1371 | Agnieszka ur. na przeł. 1318/1319 zm. po 2 VI 1371 |                                          |                                          |
|                                                            |                                                            |                                                                         |                                                                         |                                                               |                                                               |  |  |                                    |                                    |                                                    |                                                    |                                          |                                          |
|                                                            |                                                            |                                                                         |                                                                         |                                                               |                                                               |  |  |                                    |                                    |                                                    |                                                    |                                          |                                          |
|                                                            |                                                            |                                                                         |                                                                         |                                                               |                                                               |  |  |                                    |                                    |                                                    |                                                    |                                          |                                          |

|  |  |  |  | Kazimierz III (IV) (ur. w okr. 1345–1348, bądź 1348, zm. po 24 VIII 1372) |

### Opracowania
- Kazimierz Kozłowski, Jerzy Podralski, Gryfici. Książęta Pomorza Zachodniego, Szczecin: Krajowa Agencja Wydawnicza, 1985, ISBN 83-03-00530-8, OCLC 189424372. Brak numerów stron w książce
- Edward Rymar, Rodowód książąt pomorskich, Szczecin: Książnica Pomorska im. Stanisława Staszica, 2005, ISBN 83-87879-50-9, OCLC 69296056. Brak numerów stron w książce
- Szymański J.W., Książęcy ród Gryfitów, Goleniów – Kielce 2006, ISBN 83-7273-224-8.

### Literatura dodatkowa (online)
- Madsen U., Kasimir IV. Herzog von Pommern-Stettin (niem.), [dostęp 2012-04-15].